# Jiří David
Jiří David (* 16. Februar 1923 in Brünn; † 19. Juni 1997 ebd.) ist ein ehemaliger tschechoslowakischer Sprinter.
Bei den Leichtathletik-Europameisterschaften 1946 in Oslo gewann er jeweils Bronze über 200 m und in der 4-mal-100-Meter-Staffel. Über 100 m erreichte er das Halbfinale, und in der 4-mal-400-Meter-Staffel kam er auf den sechsten Platz.
1952 wurde er bei den Olympischen Spielen in Helsinki Sechster in der 4-mal-100-Meter-Staffel. Über 400 m schied er im Vorlauf aus.

## Persönliche Bestzeiten
- 100 m: 10,6 s, 1947
- 200 m: 21,6 s, 11. August 1946, Prag
- 400 m: 48,8 s, 1947